# I'm Just a Girl Who Can't Say D'oh
I'm Just a Girl Who Can't Say D'oh, también conocido como I'm Just a Girl Who Can't Say (Annoyed Grunt) y titulado Solo soy una chica que no puede decir D'oh en Hispanoamérica y Soy una chica incapaz de decir ¡Jo! en España, es el vigésimo episodio de la trigésima temporada de la serie animada Los Simpson, y el episodio 659 de la serie en general. Se emitió en Estados Unidos en Fox el 7 de abril de 2019.

## Argumento
Un reparto y equipo descontentos expulsan al director de teatro perfeccionista de mal genio Llewellyn Sinclair de su producción de "¡Oklahoma!". Marge Simpson interviene para dirigir una producción de un programa diferente escrita por Lisa Simpson sobre el fundador de Springfield, Jebediah Springfield. Su programa es una parodia de "Hamilton: An American Musical", un musical cantado y rapeado sobre la vida del padre fundador estadounidense Alexander Hamilton. El musical de Lisa se llama "Bloody, Bloody Jebediah" con Sideshow Mel en el papel principal. Krusty lo estará mostrando en la televisión en vivo, grabando la producción al aire libre. Más tarde, Sideshow Mel abandona el programa, por lo que Marge intenta volver a redactar el papel, encontrando que el profesor Frink (voz cantada interpretada en este episodio por Josh Groban) tiene una impresionante voz de canto. Sin embargo, se revela que se pronostica lluvia para la presentación en vivo.
Mientras tanto, Homer Simpson se da cuenta de que se está llevando a cabo una popular clase de bebés y se une a Maggie Simpson. Su confusión sobre la popularidad se responde cuando ve a Chloe, la supervisora sexy que dirige la clase de bebés "Papi y yo".
"Bloody, Bloody Jebediah" se transmite en vivo y comienza con éxito, sin embargo, durante una pausa comercial, comienza a llover. El oso de Jebediah (John Lithgow) comienza a hundirse en un charco, por lo que Lisa reescribe rápidamente el final para satisfacción del público. La producción está nominada para diez premios pero no gana. Pero Marge gana un premio especial para el mejor recién llegado.

## Recepción
Dennis Perkins de The A.V. Club le dio al episodio una clasificación C-, indicando que "Desafortunadamente, el episodio resultante, 'I'm Just A Girl Who Can't Say D'oh' es una salida aplaudida y descuidadamente trazada, donde el carácter y la lógica narrativa dan paso a la narración, a la falta de bromas, y a una de ellas. las gráficas B- interesantes (pero vagamente irritantes) en la memoria reciente".
"I'm Just a Girl Who Can't Say D'oh" obtuvo un índice de audiencia de 0.7 con un 3 de share y fue visto por 1.61 millones de espectadores.